# 影山あさ子
影山 あさ子（かげやま あさこ、1963年 - ）は、フリーランスジャーナリスト、映画監督。
兵庫県神戸市生まれ。北海道大学農学研究科修士課程修了。北海道アジア・アフリカ・ラテンアメリカ連帯委員会（北海道AALA）事務局勤務を経て、現職。セイブイラクチルドレン札幌共同代表、女性自衛官の人権裁判を支援する会共同代表。

## 映画
- 「Marines Go Home 辺野古・梅香里・矢臼別」（2005年、森の映画社・北海道AALA、藤本幸久監督） - インタビュアー、ナレーター
- 「アメリカばんざい Crazy as usual」（2008年、森の映画社、藤本幸久監督） - プロデューサー、インタビュアー、日本語字幕
- 「ONE SHOT ONE KILL 兵士になるということ」（2010年、森の映画社、藤本幸久監督） - プロデューサー、インタビュアー、日本語字幕
- 「アメリカ－戦争する国の人びと」（2010年、森の映画社、藤本幸久監督） - プロデューサー、インタビュアー、日本語字幕
- 「ラブ沖縄 ＠辺野古・高江・普天間」（2012年、森の映画社） - 藤本幸久と共同監督
- 「圧殺の海－沖縄・辺野古」（2014年、森の映画社） - 藤本幸久と共同監督、ナレーター[2]
- 原発震災ニューズリール13作品 - インタビュアー

## 論文・著作
- 国立情報学研究所検索「影山あさ子」